# Триодь Хлудова
Триодь Хлудова — среднеболгарская пергаментная рукопись, хранящаяся в Государственном историческом музее в Москве, из собрания рукописей А. И. Хлудова (Хлуд. № 133). Обнаружена Александром Гилфердингом в Марковом монастыре. Датируется концом XIII века.
Содержит постную и цветную триодь. Кроме церковных песнопений, включает несколько богослужебных канонов, составленных Константином Преславским.